# Alte Burg (Lommersdorf)
Die Alte Burg bei Lommersdorf in der Gemeinde Blankenheim im Kreis Euskirchen in Nordrhein-Westfalen ist eine abgegangene mittelalterliche Burganlage.
Die Anlage liegt etwa 900 Meter nördlich der Ahr, oberhalb Ahrhütte im Mühlenbachtal an der L 105. An der Ostseite fällt der Hang rapide ab, von rund 431 m ü. NHN am Burgplatz, bis zum Fuß bei rund 378 Meter.
Die Spornburg von nur geringer Ausdehnung ging vermutlich bereits im späten Mittelalter unter. Die zweiteilige Anlage gehört nach Jansen zu der „Gruppe der zweiteiligen Motten.“ Ungewöhnlich ist dabei aber ihre geringe Größe, auf dem kleinen kegelförmigen Hügel von vier Meter Durchmesser fand bestenfalls ein Turm Platz und die Lage auf einer Berghochfläche. Wackenroder stellte 1928 noch Steinreste fest, das auf einstiges Mauerwerk hinweist. Von der archäologisch noch nicht untersuchten Anlage sind örtlich keine Mauerreste oder sonstigen festen Bestandteile zu sehen.
Eine Familie derer „von Lommersdorf“ ist aus Urkunden von 1455 und 1478 mit Johann von Lommersdorf belegt. Ob eine Verbindung zwischen diesen und der Burganlage bestand, ist nicht belegt. Möglicherweise stand die Anlage in Verbindung mit dem Abbau von Brauneisenstein, der hier zur Verhüttung in den nahegelegenen Eisenhütten abgebaut wurde.